# Relations entre la Biélorussie et les Émirats arabes unis
La Biélorussie et les Émirats arabes unis ont établi leurs relations diplomatiques le 20 octobre 1992.